# Schlechtbach (Rot)
Der Schlechtbach ist ein rechtsseitiger Zufluss der „Gschwender“ Rot im Ostalbkreis in Baden-Württemberg. Der 5,3 km lange Bach fließt fast ausschließlich auf dem Gebiet der Gemeinde Gschwend.

## Geographie

### Verlauf und Einzugsgebiet
Der Schlechtbach entspringt südwestlich des zentralen Gschwend im Südbogen, den die B 298 nach dem Steigenanstieg südwestlich von Gschwend nimmt, in einer Waldklinge. Von dort fließt er in südöstlicher Richtung durch Schlechtbach. Er mündet bei Birkenlohe, einem Ortsteil von Ruppertshofen, von rechts in die „Gschwender“ Rot.
Das Einflussgebiet von 5,8 km² erstreckt sich wie das Gewässer südwestlich und hat in dieser Richtung seine größte Länge von etwa 5 km, senkrecht dazu ist es maximal 1¾ km breit. Der Bach läuft meist etwas näher an der linken Wasserscheide, die im Norden und Nordosten ans Einzugsgebiet der aufnehmenden Gschwender Rot grenzt. Nach der Mündung läuft die rechte im Süden noch recht niedrig gegen den folgenden Zufluss Ringelbach, anschließend im Südosten etwa von Hinterlintal bis zum Hetzenhof auf dem Norden des hohen Spraitbacher Bergrückens vor dem Tal des Reichenbachs. Auf dem westlichen Schlussstück der Wasserscheide konkurriert jenseits im Westen eine andere zur Lein laufende Rot.
Der überwiegende Teil des Einzugsgebiets gehört zu Gschwend, ein kleiner im Südosten zu Ruppertshofen, ein winziger im Süden zu Spraitbach.

### Zuflüsse
Quelle des Schlechtbachs etwa 1½ km südwestlich der Ortsmitte von Gschwend im Klingenwaldgewann der Bärenlöcher innerhalb der Südkurve der B 238 nach ihrem Steigenanstieg ab Gschwend in Richtung Schwäbisch Gmünd auf etwa 540 m ü. NN.
- Zufluss vom Buckenbusch her, von rechts auf etwa 474 m ü. NN, 0,463 km.
- Zufluss aus dem Königsbühl, von rechts gegenüber von Hohenreut auf 456 m ü. NN[5], 0,924 km.
- Kirchenbach, von rechts in Schlechtbach an der Brücke auf etwa 451 m ü. NN, 1,359 km. Entsteht am Hang gleich unterhalb von Hegenreute.
- Zufluss vom Lindelberg-Nordhang, von rechts gegenüber der Schlechtbacher Kläranlage auf etwa 447 m ü. NN, 0,966 km.
- Zufluss aus dem Junkerwald, von rechts hundert Meter vor Birkenlohe auf etwa 443 m ü. NN, 0,938 km.

Mündung des Schlechtbachs von rechts in die „Gschwender“ Rot am Siedlungsrand von Ruppertshofen-Birkenlohe auf etwa 440 m ü. NN nach einem Lauf von 5,3 km. Das kleine Dorf nimmt das flachhügelige untere Mündungsdreieck ein.

## Geologie
Fast das gesamte Einzugsgebiet liegt im Keuper im und oberhalb des Stubensandsteins (Löwenstein-Formation), der den Oberlauf rechts begleitende Bergrücken ist schon eine der auch sonst im Welzheimer Wald nicht seltenen Unterjura-Hochflächen. Der Bach selbst liegt auf ganzer Länge im Stubensandstein.
Links des Oberlaufs liegt bei Humberg die sogenannte Teufelsküche. Es ist eine Felsschlucht im Stubensandstein mit einem bei starken Niederschlägen auftretendem Wasserfall vor einer kleinen Höhlung hinter dem Wasservorhang. Entstand durch die unterschiedlich starke Verwitterungsneigung verschiedener Sandsteinschichten.

## Natur
Im Einzugsgebiet sind Wälder und Offenland etwa gleich stark vertreten; Wälder nehmen dabei eher die Hänge und das obere Tal ein, die offene Flur eher das untere Tal und die flachen Zonen. Am Oberlauf ist der Schlechtbach recht naturbelassen, ausgewiesene Biotope folgen hier dem Lauf und schützen Ufer, Quellbereiche und begleitende Feuchtwiesen, andere liegen in den zum Bach laufenden Klingen. Der gesamte Bachlauf unterhalb seiner Quellklinge bis zur Mündung ist FFH-Gebiet, ebenso die Hangwiesen unmittelbar unterhalb der Jurahochfläche zwischen Seelach und Hetzenhof.
Ein großer Teil des Tals beidseits des Oberlaufs und ein kleinerer zwischen Schlechtbach und Birkenlohe am rechten Unterlauf gehört dem Landschaftsschutzgebiet Welzheimer Wald mit Leintal an. Eine Linde nahe der Schlechtbacher Kirche ist Naturdenkmal, ebenso eine Streuwiese am Oberlauf, die Teufelsküche und ein Eichen-Hainbuchen-Allee zu dessen Linken sowie eine Feuchtwiese am Hangwaldrand südlich von Schlechtbach. Der größte Teil des Einzugsgebietes liegt im Naturpark Schwäbisch-Fränkischer Wald.